# Água Azul do Norte
Água Azul do Norte – miasto i gmina w Brazylii, w stanie Pará. Znajduje się w mezoregionie Sudeste Paraense i mikroregionie Parauapebas.